# Campiña (Bergondo)
Campiña  (en gallego y oficialmente, A Campiña) es una aldea española situada en la parroquia de Bergondo, del municipio de Bergondo, en la provincia de La Coruña, Galicia.

## Demografía
| Gráfica de evolución demográfica de A Campiña entre 2000 y 2018 |
|                                                                 |
| Datos según el nomenclátor publicado por el INE.                |